# Police (merk)
Police is een Italiaans zonnebrillen-, horloge- en sieradenmerk.
Het merk dateert uit 1983 en heeft zijn oorsprong in Venetië. Oorspronkelijk werden alleen zonnebrillen gefabriceerd, maar in 1997 werden er ook parfums en in 2003 horloges aan het assortiment toegevoegd. In 2008 presenteerde Police bovendien zijn eerste modecollectie.
De Braziliaanse voetballer Neymar is sinds 2013 ambassadeur van Police.